# 佩塔尔·亚克希奇
佩塔尔·亚克希奇（2001年7月20日—），塞尔维亚男子水球运动员。他曾代表塞尔维亚国家队参加2024年夏季奥林匹克运动会男子水球比赛，获得一枚金牌。

## 家庭
哥哥尼古拉·亚克希奇。